# Jaroslav Volf
Jaroslav Volf (* 29. September 1979 in Brandýs nad Labem-Stará Boleslav) ist ein ehemaliger tschechischer Kanute.

## Karriere
Jaroslav Volf nahm im Kanuslalom mit Ondřej Štěpánek an vier Olympischen Spielen teil. Ihr Debüt erfolgte anlässlich der Olympischen Spiele 2000 in Sydney, bei denen sie die Vorrunde auf dem achten Platz beendeten. Im Finale belegten sie mit einer Gesamtzeit von 253,36 Sekunden den fünften Rang. Vier Jahre darauf gelang ihnen in Athen als drittschnellstem Team der Einzug ins Halbfinale. Dort schafften sie als ebenfalls Dritte den Sprung in den Endlauf und schlossen den Wettbewerb nach 212,86 Sekunden auf dem Bronzerang ab. Schneller waren nur das siegreiche slowakische Brüderpaar Pavol und Peter Hochschorner, die bereits 2000 Olympiasieger wurden, sowie die Deutschen Marcus Becker und Stefan Henze gewesen.
Bei den Olympischen Spielen 2008 in Peking qualifizierten sich Volf und Štěpánek als Vierte für das Halbfinale, das sie nach 95,33 Sekunden auf dem dritten Rang beendeten. Im Endlauf verbesserten sie sich nach einem Lauf von 97,56 Sekunden und einer Gesamtzeit von 192,89 Sekunden um einen Platz und gewannen hinter Pavol und Peter Hochschorner sowie vor Michail Kusnezow und Dmitri Larionow aus Russland die Silbermedaille. 2012 in London verpassten die beiden ihr viertes olympisches Finale in Folge, nachdem sie als Siebte im Halbfinale knapp ausschieden.
Zahlreiche Medaillen im Zweier-Canadier sicherte sich Volf mit Ondřej Štěpánek auch bei Welt- und Europameisterschaften. 2003 sicherten sie sich in Augsburg bei den Weltmeisterschaften in der Einzelwertung noch die Silbermedaille, ehe ihnen 2006 in Prag der Titelgewinn gelang. 2013 wurden sie nochmals in Prag ein weiteres Mal Vizeweltmeister. Noch erfolgreicher waren sie bei den Mannschaftswertungen gewesen: So wurden sie 1999 in La Seu d’Urgell, 2003 in Augsburg, 2006 in Prag, 2007 in Foz do Iguaçu und 2013 in Prag insgesamt fünfmal Weltmeister, außerdem gewannen sie 2005 in Penrith und 2010 in Ljubljana die Silbermedaille.
Bei Europameisterschaften gewannen Volf und Štěpánek in der Einzelwertung 2002 in Bratislava Bronze sowie 1998 in Roudnice nad Labem, 2007 in Liptovský Mikuláš und 2010 in Bratislava Silber. 2004 in Skopje, 2005 in Tacen und 2012 in Augsburg wurden sie Europameister im Einzel. In der Mannschaftswertung belegten sie 2000 in Mezzana und 2006 in L’Argentière-la-Bessée den dritten Platz, 2007 in Liptovský Mikuláš und 2012 in Augsburg wurden sie Zweite. Titelgewinne gelangen ihnen 1998 in Roudnice nad Labem, 2004 in Skopje, 2009 in Nottingham und 2010 in Bratislava.